# نیکلای ریساکوف
نیکلای ایوانوویچ ریساکوف (روسی: Николай Иванов Рысаков؛ ح. 1861 – ۱۵ آوریل ۱۸۸۱) انقلابی روسی و عضو نارودنایا ولیا بود. او شخصاً در ترور تزار الکساندر دوم روسیه شرکت کرد. او بمبی پرتاب کرد که کالسکه تزار را از کار انداخت. بمب دوم توسط همدست او به نام ایگناسی گرینویتسکی، تزار را کشت.
ریساکوف در اعترافات خود پس از دستگیری تمام آنچه را که از سازمان، پرسنل و دستور کار آن می‌دانست، فاش کرد. این منجر به دستگیری‌های متعددی شد و به شدت قدرت حزب را به خطر انداخت. علیرغم توبه، او به همراه دیگر همدستانش به دار آویخته شد.